# 流星 (TiAの曲)
「流星」（りゅうせい）は、TiAの楽曲。自身の2作目のシングルとして2004年8月4日に発売された。

## 解説
デビューシングル「Every time」から2ヶ月ぶりのリリース。宇多田ヒカルなどの楽曲の編曲を担当した編曲家・音楽プロデューサーの河野圭がプロデュースしている。
初回生産盤には『NARUTO -ナルト-』書き下ろしステッカーが封入。

## 収録曲
1. 流星 (5:18)
作詞：TiA/Natsumi Kobayashi 作曲：TiA/Kei Kawano 編曲：Kei Kawano
TX系テレビアニメ『NARUTO -ナルト-』6代目エンディングテーマ（2004年7月7日 - 2004年9月29日放送分）。
2. Missing You (4:46)
作詞/作曲：TiA 編曲：Kei Kawano
3. 流星 (Instrumental) (5:18)

## 収録アルバム
- humming （#1, #2）